# Centre horticole de la Ville de Paris
El Centre horticole de la Ville de Paris (Centre Hortícola de la Ciutat de París), (també anomenat Centre Horticole de Rungis) produeix cada any més de 3 milions de plantes de flors que serveixen per a la decoració del conjunt de la ciutat de París.
Entre aquestes plantes hi ha:
- plantes d'exterior per al conjunt dels jardins de la ciutat París.
- plantes de decoració d'interior per als edificis oficials.
- 3500 arbres i 115000 arbusts per al conjunt de París (carrers, places, parcs, jardins...).

Aquest centre, pertanyent a la ciutat de París, només pot produir plantes per a la ciutat de París i malauradament per a cap altra ciutat. Té una superfície de 44 hectàrees, el seu annex a Achères (Yvelines) fa, 20 hectàrees. El centre es compon d'hivernacles, i d'un planter adjacent als hivernacles.

## Històric
El precedent lloc de producció hortícola de la ciutat de París es trobava d'ençà 1898 al Jardí dels hivernacles d'Auteuil. Però el 1968, la construcció del bescanviador d'Auteuil i del boulevard périphérique va suprimir un terç de la superfície del jardí. Allò va forçar el trasllat del Centre Hortícola de la Ciutat de París a Rungis i Fresnes (Val-de-Marne).

## Adreça
- Adreça : 21 avenue de Fresnes 94150 RUNGIS